# Deili Custodio da Silva
Deili Custodio da Silva (* 8. März 1980) ist ein ehemaliger brasilianischer Fußballspieler.

## Karriere
2001 unterschrieb er einen Vertrag beim japanischen Zweitligisten Ventforet Kofu. 2001 wurde er mit dem Verein Tabellenletzter der J2 League. Für Kofu bestritt er 13 Zweitligaspiele und schoss dabei ein Tor.